# 위두대형
위두대형(位頭大兄)은 고구려의 관등의 하나이다.

## 개요
조의두대형(皁衣頭大兄)과 같은 것으로 추정되고 있으며, 고구려 후기 관등 가운데 제5위에 해당한다.
고구려가 멸망한 뒤에 신라로 망명한 옛 고구려인(보덕국인)에게 신문왕 6년(686년) 경관(京官)이 주어졌는데, 위두대형은 종대상(從大相)과 함께 신라의 급찬(級飡) 관등을 받았다.

## 같이 보기
- 태대형
- 대형 (고구려)
- 소형
- 고구려의 관직